# Jal (Nuovo Messico)
Jal è un comune (city) degli Stati Uniti d'America della contea di Lea nello Stato del Nuovo Messico. La popolazione era di 2 047 abitanti al censimento del 2010.

## Geografia fisica
Jal è situata a 32°06′44″N 103°11′35″W (32.112102, -103.192972).
Secondo lo United States Census Bureau, la città ha una superficie totale di 11,88 km², dei quali 11,88 km² di territorio e 0 km² di acque interne (0% del totale).

## Storia
Negli anni 1880, diversi fratelli portarono un branco di bestiame al fiume Monument Draw, sei miglia a sud-est della città attuale. Il bestiame era marchiato con le iniziali del precedente proprietario (John A. Lynch) e presto il bestiame venne chiamato JAL Cattle. Gli uomini che lavoravano nella mandria si riferivano a loro come i cowboy Jal. Col tempo il nome divenne sinonimo dell'insediamento stesso.

## Società

### Evoluzione demografica
Secondo il censimento del 2010, la popolazione era di 2 047 abitanti.

### Etnie e minoranze straniere
Secondo il censimento del 2010, la composizione etnica della città era formata dall'84,81% di bianchi, lo 0,83% di afroamericani, lo 0,73% di nativi americani, lo 0,15% di asiatici, lo 0% di oceanici, l'11,82% di altre razze, e l'1,66% di due o più etnie. Ispanici o latinos di qualunque razza erano il 48,12% della popolazione.